# 마영
마영(馬英, ? ~ 121년)은 후한 중기의 관료로, 자는 문사(文思)이며 태산군 갑현(蓋縣) 사람이다.

## 행적
원초 2년(115년), 태복에서 태위로 승진하였으나 6년 후 죽었다.

## 출전
- 범엽, 《후한서》 권5 효안제기

| 전임 한릉 | 후한의 태복 ? ~ 115년 음력 7월 신사일 | 후임 양진 |

| 전임 사마포 | 후한의 태위 115년 음력 7월 신사일 ~ 121년 음력 7월 임인일 | 후임 유개 |